# Празька єпархія
Пра́зька правосла́вна єпа́рхія — єпархія Православної церкви в чеських землях і в Словаччині із центром у Празі. Кафедральним собором є Собор святих Кирила і Мефодія. З 2014 року очолюється архієпископом празьким та чеських земель Михаїлом (Міхал Дандар).

## Історія
Празька православна єпархія вважається  спадкоємицею Чехословацької православної єпархії, що була створена в 1929 році і входила в юрисдикцію Сербської православної церкви. Єпархія була створена з Чехословацької православної громади, яка відокремилась від національної чеської (гуситської) помісної Церкви у 1924 році. Духовним лідером громади був святитель Ґоразд (Павлик). Громади та парафії, що складали єпархію, перебували в різних регіонах на території сучасної Чехії. Після страти святителя Ґоразда нацистами в 1942 році єпархія була фактично знищена німецькими окупаційними властями. Цікаво, Російську православну церкву та представників кдб в рясах, німецький уряд не чіпав.
Єпархію відновили в травні 1945 року. 8 жовтня 1945 єпархіальний з'їзд, що відбувся в Оломоуці висловився за перехід Празької православної єпархії "Православної церкви в Чехословаччині" під юрисдикцію Московської Патріархії. У 1946 фактично знищено Празьку православну єпархію та створено екзархат Російської православної церкви. Першим його екзархом став архієпископ Єлевферій (Воронцов), який прибув до Праги в травні того ж року.
У 1949 році за рішенням єпархіального з'їзду, що відбувся в Празі, Чеська православна єпархія розділена на дві самостійні єпархії: Празьку і Оломоуцько-Брненську. Відтоді Празька православна єпархія існує у своїх нинішніх межах.
Після проголошення автокефалії Православної церкви в Чехословаччині у 1951 році і до 1992 року празькі митрополити були одночасно і главою Церкви. З грудня 1992 року відповідно до Статуту нової Церкви Предстоятелем "Православної церкви в Чехії та в Словаччиниі" може бути не тільки архієпископ Празький, але й архієпископ Пряшівський (головна православна кафедра Словаччини).
У складі Празької православної єпархії існував також Маріансколазенський вікаріат, що нині не діє.

## Правлячі Архієреї
1. Святий Ґоразд ІІ (Матєй Павлік) (1929 - 1942) — біскуп Православної церкви в Чехословаччині;
2. Єлевферій (Веніамін Воронцов) (5 квітня 1946 - 28 листопада 1955);
3. Іоан (Михайло Кухтін) (17 травня 1956 - 1964);
4. Дорофей (Дмитро Филип) (25 жовтня 1964 - 30 грудня 1999) — 3 празький православний арцибіскуп та митрополіт, спочатку Православної церкви в Чехословаччині, потім нової Церкви Православна церква в Чехії;
5. Миколай (Коцвар) (2000–2006);
6. Христофор (Пулець) (28 травня 2006 - 12 квітня 2013);
7. Сімеон (Яковлевич) (12 квітня - 9 грудня 2013)
8. Йоаким (Грді) (9 грудня 2013 - 11 січня 2014) Єпископ Годонінський
9. Йоаким (Грді) (11 січня 2014 - 13 березня 2015) Архієпископ Празький і Чеських земель.
10. Михаїл (Дандар) (з 14 березня 2015 Архієпископ Празький.

## Устрій
Оттепе́р празька православна єпархія належить до празького окружного протопресвітерату (архідеканат), в якому діє 10 православних громад (організацій). На чолі єпархії стоїть єпархіальна рада й адміністрацію очолює єпархіальний уряд. Єпархії поділяються на протопресвітери, церковні громади та парафії, які мають свої незалежні Ради.
Уряд єпархіальної ради Празької православної єпархії: вул. Шарецька, 1065/36, Прага 6 – Дейвіце, 160 00, директором є прот. Штефан Логойда.
Уряд Митрополичої ради вул. Шарецька, 1065/36, Прага 6 – Дейвіце, 160 00, е-пошта: виконувач обов'язків уряду є прот. Мґр. Мілан Біли.
Офіційно до єпархії належать 7 окружних протопресвітератів, які розділені на:
Середньочеський окружний протопресвітерат (архідеканат) з 9 православними громадами (організації) та окремими парафіями;
Карловарський окружний протопресвітерат з 4 православними громадами (організації) та окремими парафіями;
Плзенський окружний протопресвітерат з 9 православними громадами (організації) та окремими парафіями;
Устецький окружний протопресвітерат з 10 православними громадами (організації) та окремими парафіями;
Ліберецький окружний протопресвітерат з 6 православними громадами (організації) та окремими парафіями;
Східночеський окружний протопресвітерат з 4 православними громадами (організації) та окремими парафіями;
Південночеський окружний протопресвітерат з 3 православними громадами (організації) та окремими парафіями.
На офіційних сторінках празької єпархії вказано про існування Православного Монастиру Святого Вацлава та Святої Людмили в Лодєніці біля Бероуна, Монастиру Преображення Господнього в Тєшові біля Хеба та Монастиру Святого Миколая на Доубській горі біля Карлових Варів.
Де факто функціонує й більшість вважають справжнім монастирем лише Православний Монастир Святого Вацлава та Святої Людмили в Лодєніці біля Бероуна.
Кафедральний собор празької православної єпархії знаходиться в Празі і є присвячений свв. Кирилу та Мефодію. Поряд з кафедрою є крипта - приділ св. Новомученика Ґоразда II. Адреса: вул. Ресслова, 307/9a, Прага 2, 120 00.  Настоятель кафедри — Мґр. Мілан Біли.

### Сторінки
- (чеськ.) Офіційні сторінки Празької православної єпархії
- (чеськ.) Офіційні сторінки Православної церкви в Словаччині
  - Офіційні сторінки єдиного чеського православного видання Голос Православ'я (чеськ. Hlas Pravoslaví)